# Saccharomyces eubayanus
Saccharomyces eubayanus — вид аскоміцетових грибів родини Saccharomycetaceae.

## Історія відкриття
Вид описаний у 2011 році. S. eubayanus спершу був виявлений у Патагонії (Аргентина), екологічно пов'язаний з лісами Nothofagus та паразитичними біотрофними грибами Cyttaria. Згодом грибок знайдений у Східній Азії (Тибет), Північній Америці, Новій Зеландії. Вважається, що завдяки гібридизації Saccharomyces eubayanus та Saccharomyces cerevisiae утворився вид Saccharomyces pastorianus, який використовується для виробництва пива сорту лагер.